# 스핑크스

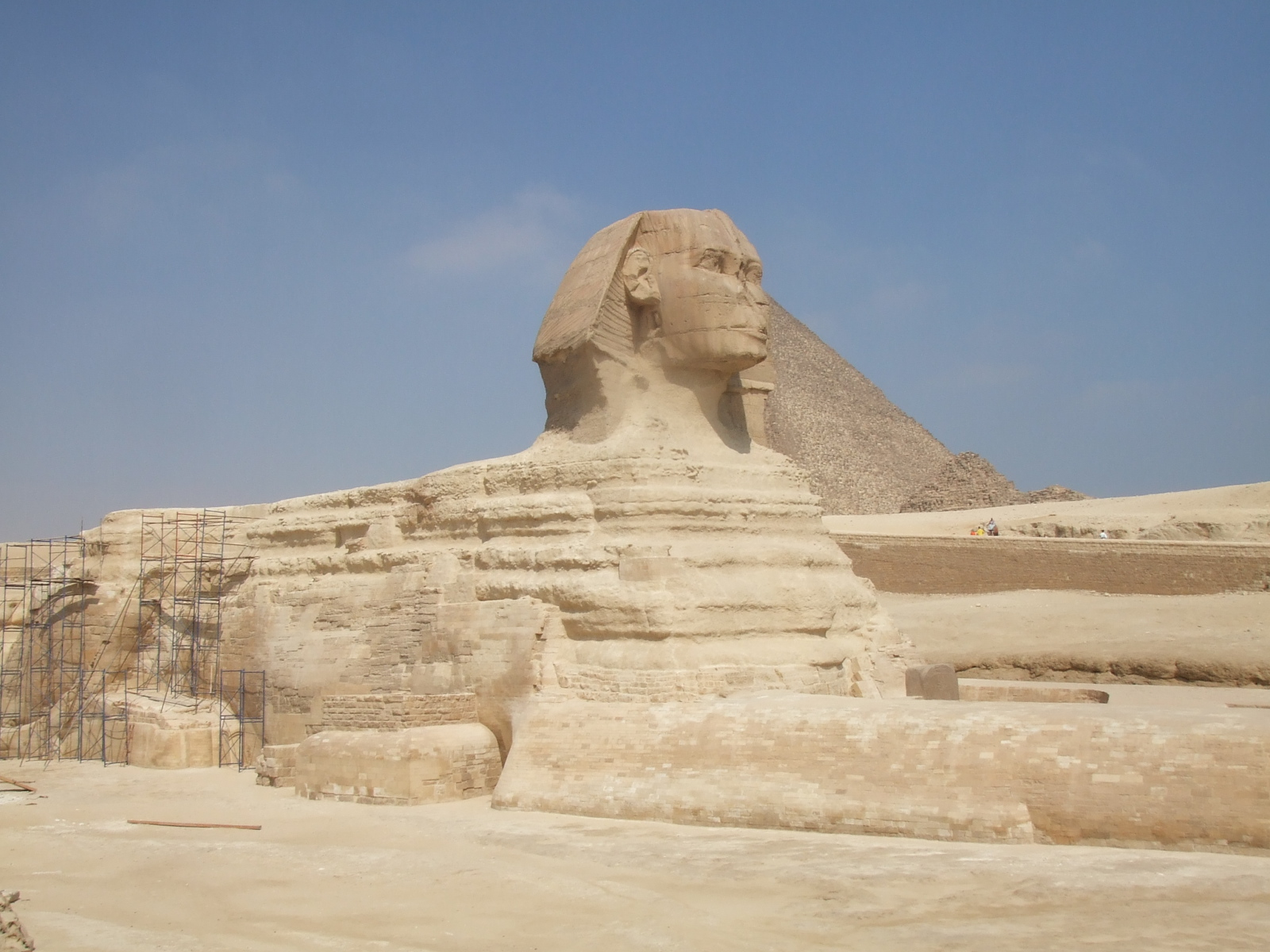
기자의 대스핑크스

스핑크스(sphinx, 그리스어: Σφίγξ)는 사자의 몸에 사람의 머리가 달린 상상속의 동물이다. 이 괴물은 이집트, 메소포타미아, 그리스, 동남아시아 등 지역의 설화에서 찾아볼 수 있다. 그리스 신화에 의하면 오이디푸스가 스핑크스를 퇴치하고 테바이 왕이 되었다고 한다.

## 각국의 스핑크스

### 이집트
스핑크스라고 하면 기자의 대스핑크스를 가리키는 경우도 많이 있다. 이집트의 스핑크스는 사자의 몸뚱이에 사람의 머리를 붙인 동물로 왕권의 상징, 선한 자의 보호신 역할을 하였다. 가장 오래되고 최대의 것은 이집트 제3왕조 카프라왕의 피라미드에 부설되어 있고, 길이 80m에 달하여 이것이 신왕국시대에는 하르마키스 신(지평선상의 호루스)으로서 숭배되었다. 카르나크 신전 등의 참도(參道) 양측의 스핑크스는 아몬 신의 신수(神獸)인 양의 머리를 붙여 ‘두 개의 지평선(영토)’의 수호신으로 하였다. 그리스 신화의 스핑크스와는 다르다.

### 그리스

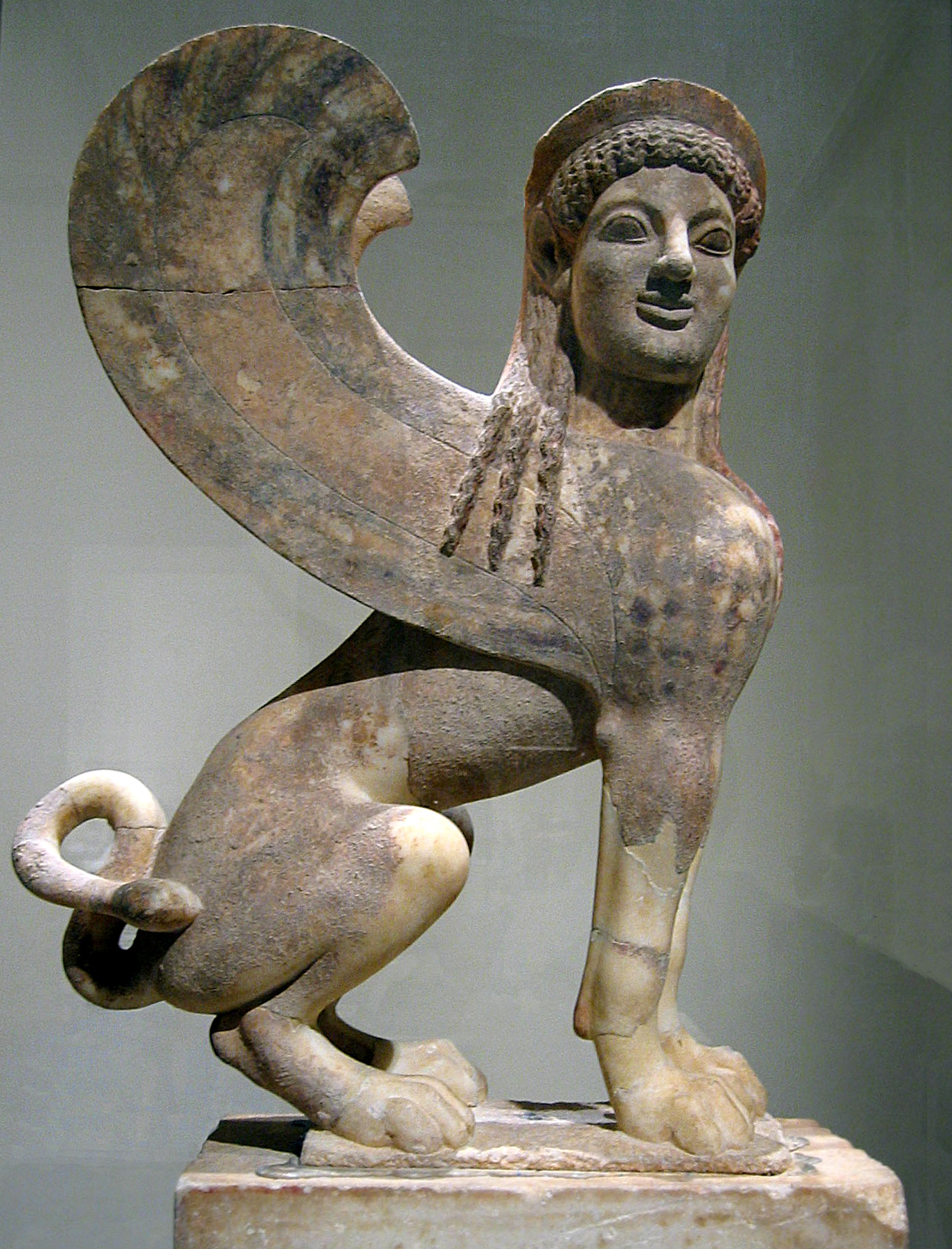
기원전 530년 전에 만들어진 스핑크스 석상 (그리스 아티카)

그리스의 스핑크스는 사악한 여성 괴물이었다. 얼굴은 여자이고 몸은 사자에 독수리 날개가 있는 모습이었다. 스핑크스(Σφίγξ)는 원래 상상의 괴물이라는 뜻의 그리스어였다. 이후 고대 그리스인들이 이집트를 방문했다가 사자의 몸통에 사람 얼굴을 한 거대한 석상을 보고 스핑크스라고 부르게 되었다.
전설에 따르면 욕정 때문에 미소년을 범했던 그리스의 테바이 왕 라이오스를 벌하기 위해 헤라가 이집트로부터 보낸 괴물이라고 한다. 이 스핑크스는 테바이 땅을 황폐하게 하고 주민을 공포로 몰아넣었다. 또한 지나가는 길에 앉아서 행인에게 수수께끼를 내어 맞히지 못하면 잡아먹기도 했다. 테바이에서는 스핑크스를 퇴치하는 자에게 당시 공석이었던 왕위를 물려주겠다고 했다.
그리스 신화속의 인물 오이디푸스가 테바이로 들어가는 길목에서 스핑크스를 만났는데, 스핑크스는 '아침에는 네발로 걷고, 점심 때는 두 발로 걷고, 저녁에는 세 발로 걷는 것이 무어냐고 물었다. 이에 오이디푸스가 '사람'이라고 수수께끼
의 정답을 맞추자, 스핑크스는 분을 참지 못하고 앉아 있던 바위에서 몸을 던져 목숨을 끊어버렸다고 한다.

## 같이 보기
- 스핑크스 (유적)
- 스핑크스 (고양이)